# Egybolis formosa
Egybolis formosa là một loài bướm đêm trong họ Noctuidae.